# St. Johannes der Täufer (Vilshofen an der Donau)

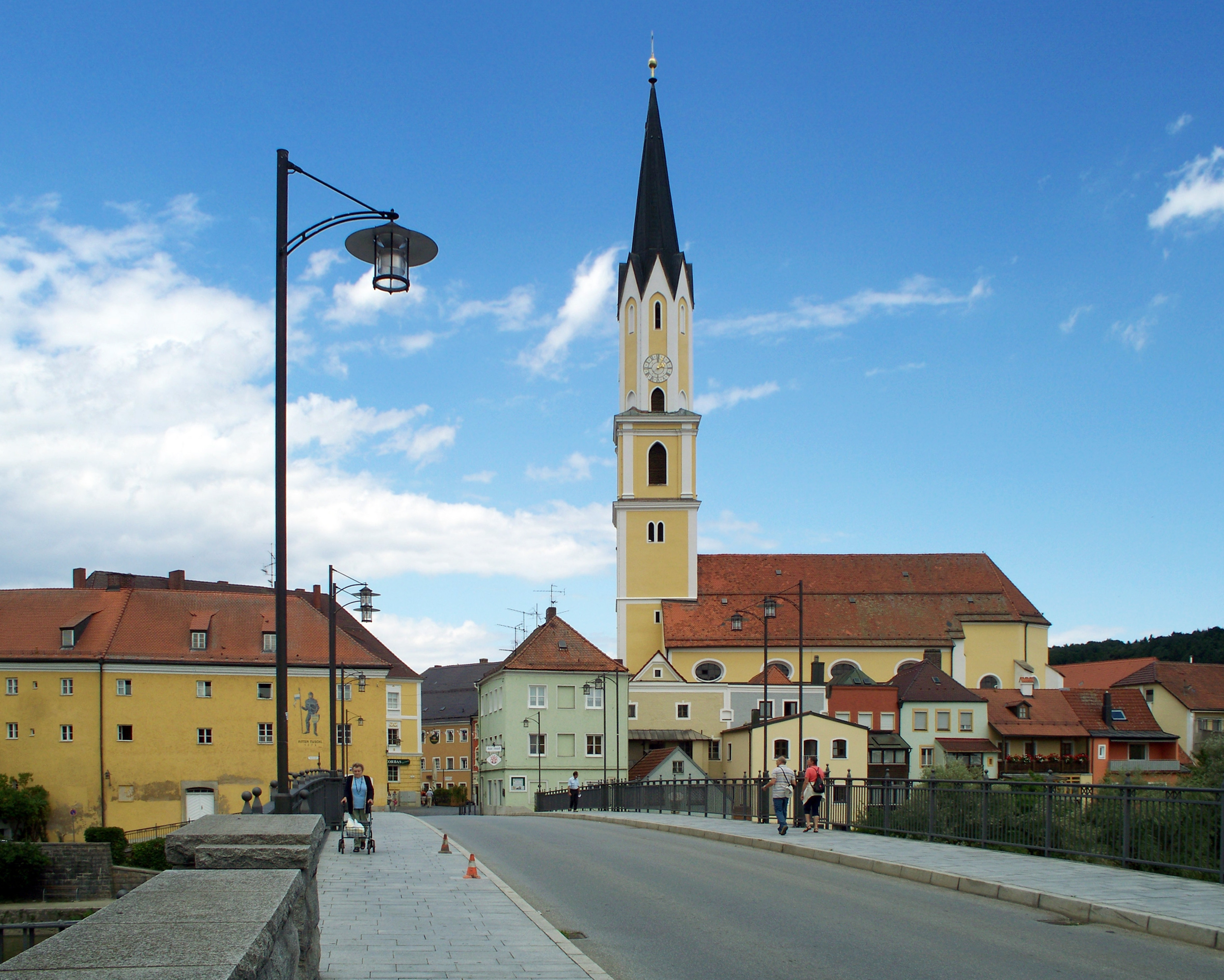
Die Brücke über die Vils und dahinter die Pfarrkirche

Die römisch-katholische Stadtpfarrkirche Johannes der Täufer steht am östlichen Ende des Hauptplatzes der Stadt Vilshofen an der Donau im Landkreis Passau in Niederbayern.

## Geschichte

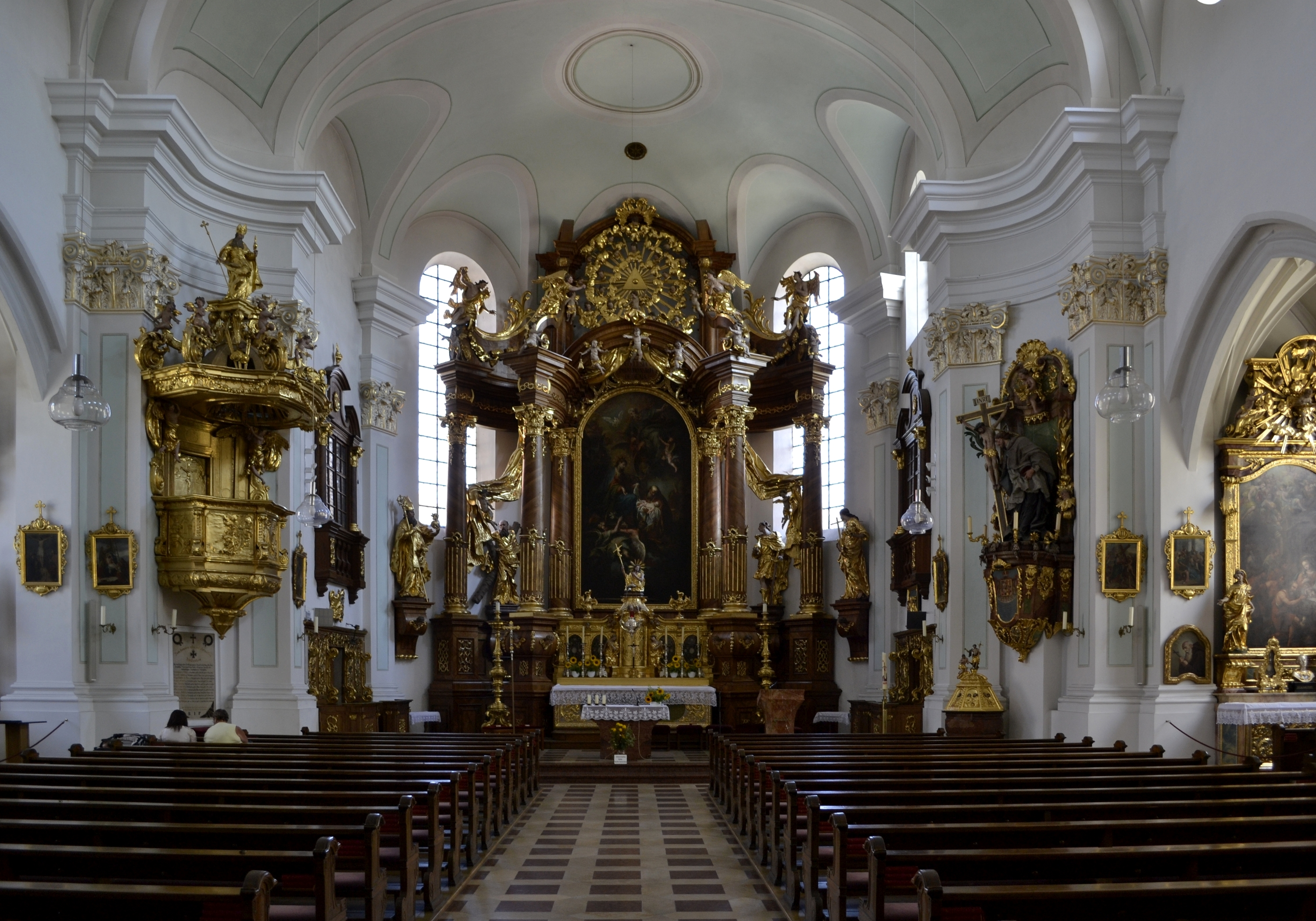
Kircheninneres, vom Langhaus zum Chor

Ursprünglich wird für Vilshofen eine selbständige Säkularpfarrei angenommen. Zum Jahr 1236 wurde ein Dekan Heinrich urkundlich genannt. Mit Heinrich Tuschl von Söldenau wurde 1376 ein Kollegiatstift gegründet. Dabei wurde die bestehende Pfarrkirche inkorporiert und eine Erneuerung und Erweiterung der Pfarrkirche begonnen. Heinrich Tuschl von Söldenau bestimmte in seinem Testament die Zahlung von 400 Gulden für den Kirchenbau. Die Gewölbe der Seitenkapellen und die Jahresangabe 1513 über dem südlichen Westportal zeigen, dass auch in spätgotischer Zeit gebaut wurde. 1671 wurde der Turm erhöht. Nachdem Risse von Kaspar Bichlmaier und Carlo Antonio Carlone vergeblich waren erhielt Christoph Zuggaul einen Auftrag. Beim Stadtbrand 1794 wurde auch die Kirche eingeäschert. Das Kollegiatstift wurde 1803 säkularisiert. 1803/1804 erfolgte ein Wiederaufbau mit dem Maurermeister Martin Desch aus Pfarrkirchen. Dabei wurden die Umfassungsmauern und die spätgotischen Seitenkapellen erhalten, die Mittelsäulen wurden entfernt, und das Langhaus mit einem Lattengewölbe überzogen. Auf Befehl von Kurfürst Maximilian IV. Joseph wurde die barocke Ausstattung aus dem säkularisierten Kloster St. Nikola in Passau hierher übertragen. Im Jahr 1865 wurde der Turm mit einem achteckigen Aufbau erhöht.

## Ausstattung

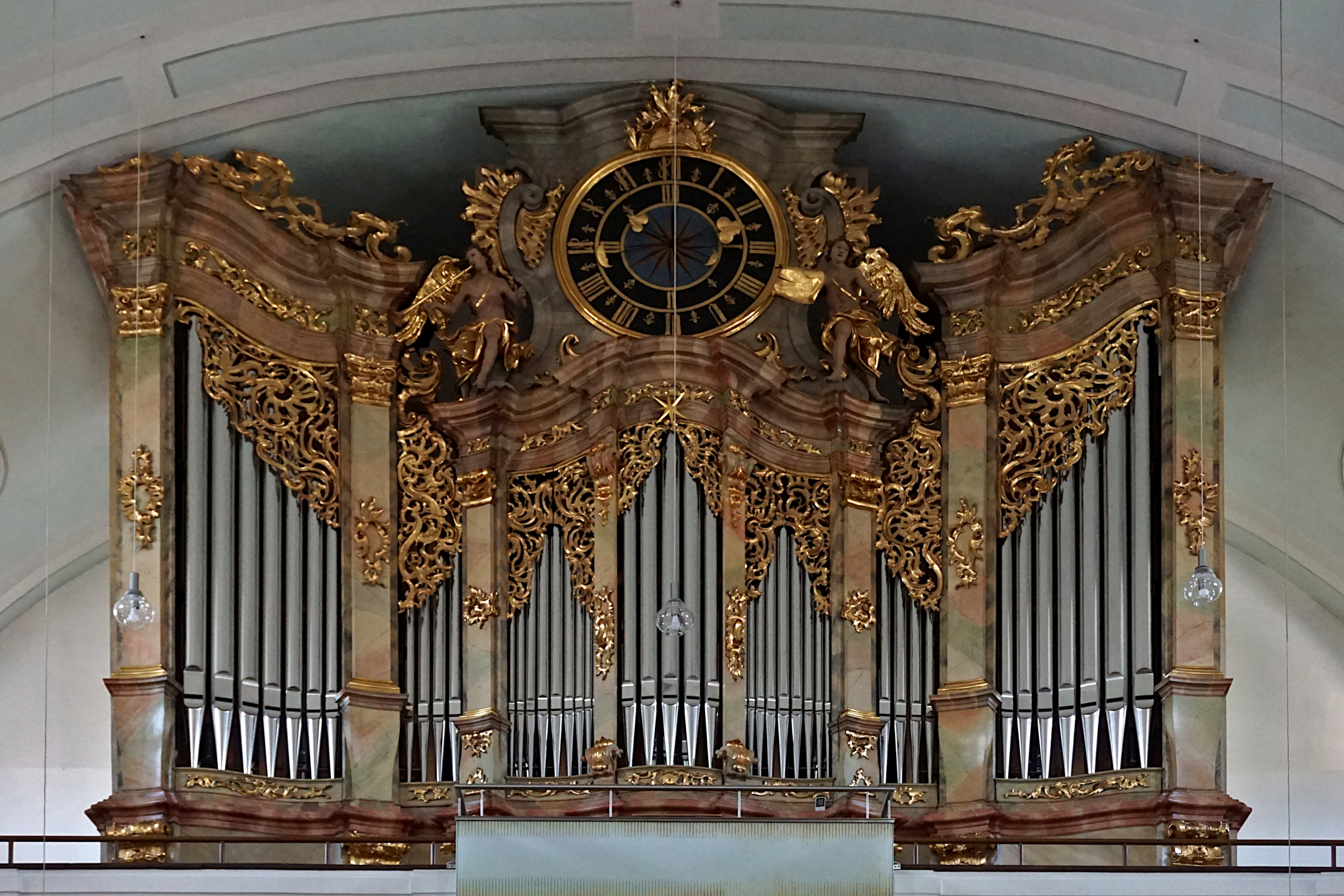
Historisches Orgelgehäuse

Das bedeutsame Orgelgehäuse mit den von Joseph Deutschmann um 1760 geschaffenen Schnitzwerken enthielt einst ein Orgelwerk von Philipp Jakob Schmid aus Passau und stand ursprünglich in der Kirche Mariä Himmelfahrt (Aldersbach).
2017 baute die Firma Rensch ein neues Orgelwerk mit drei Manualen und 47 Registern in das spätbarocke Gehäuse ein. Es ersetzt nun ein Orgelwerk von Friedrich Meier aus dem Jahr 1957.
| I Hauptwerk C–a3 |               |        |
| 01.              | Quintaden     | 16'    |
| 02.              | Principal     | 08'    |
| 03.              | Viol di Gamba | 08'    |
| 04.              | Copel         | 08'    |
| 05.              | Spitzflöt     | 08'    |
| 06.              | Octav         | 04'    |
| 07.              | Gembshorn     | 04'    |
| 08.              | Quint         | 03'    |
| 09.              | Super Octav   | 02'    |
| 10.              | Terz aus 2'   | 01 ⁄3' |
| 11.              | Mixtur IV-V   | 01 ⁄2' |
| 12.              | Trompet       | 08'    |

| II Positiv C–a3 |                 |        |
| 13.             | Flaute major    | 08'    |
| 14.             | Salicional      | 08'    |
| 15.             | Bifara (ab c0)  | 08'    |
| 16.             | Quintaden       | 08'    |
| 17.             | Principal       | 04'    |
| 18.             | Rohrflöt        | 04'    |
| 19.             | Sifflöt         | 02'    |
| 20.             | Quint           | 01 ⁄2' |
| 21.             | Terz aus        | 01'    |
| 22.             | Scharff IV      | 01'    |
| 23.             | Fagott          | 16'    |
| 24.             | Schalmey        | 08'    |
|                 | Tremulant Forte |        |

| III Schwellwerk C–a3 |                    |      |
| 25.                  | Geigenprincipal    | 8'   |
| 26.                  | Copel              | 8'   |
| 27.                  | Unda maris (ab c0) | 8'   |
| 28.                  | Fugara             | 4'   |
| 29.                  | Flöt travers       | 4'   |
| 30.                  | Nassat             | 3'   |
| 31.                  | Flageolet          | 2'   |
| 32.                  | Terz aus 2'        | 1 ⁄3 |
| 33.                  | Cromorne           | 8'   |
| 34.                  | Vox humana         | 8'   |
|                      | Tremulant douce    |      |

| Pedalwerk C–g1 |              |     |
| 35.            | Subbaß       | 32' |
| 36.            | Principalbaß | 16' |
| 37.            | Violonbaß    | 16' |
| 38.            | Subbaß       | 16' |
| 39.            | Octavbaß     | 08' |
| 40.            | Violon       | 08' |
| 41.            | Gedecktbaß   | 08' |
| 42.            | Octav        | 04' |
| 43.            | Mixtur V     | 03' |
| 44.            | Großposaunen | 32' |
| 45.            | Posaunenbaß  | 16' |
| 46.            | Trompetbaß   | 08' |
| 47.            | Clarinen     | 04' |

- Koppeln: II/I, III/I, III/II, I/P, II/P, III/P
- Spielhilfen: Setzeranlage
- Effektregister: Cymbelstern, Röhren-Glockenspiel, Kuckuck, Nachtigall

## Architektur
Der heutige Kirchenbau ist ein einschiffiger Gewölbebau mit Kapellen an den Langhausseiten – was im Querschnitt den Eindruck einer Basilika bewirkt – mit einem eingezogenen kurzen dreiseitig geschlossenen Chor. Der 72,38 m hohe Turm steht im Westen. Im Norden des Chores ist eine Sakristei angebaut.